# Natalja Zabijako
Natalja Aleksandrovna Zabijako (Russisch: Наталья Александровна Забияко; Tallinn, 15 augustus 1994) is een in Estland geboren Russisch voormalig kunstschaatsster die uitkwam als paarrijdster. Zabijako kwam met Sergei Muhhin, Sergei Kulbach en Aleksandr Zabojev op wedstrijden uit voor haar geboorteland Estland. Vanaf 2015 schaatste ze met Aleksandr Enbert voor Rusland.

## Biografie

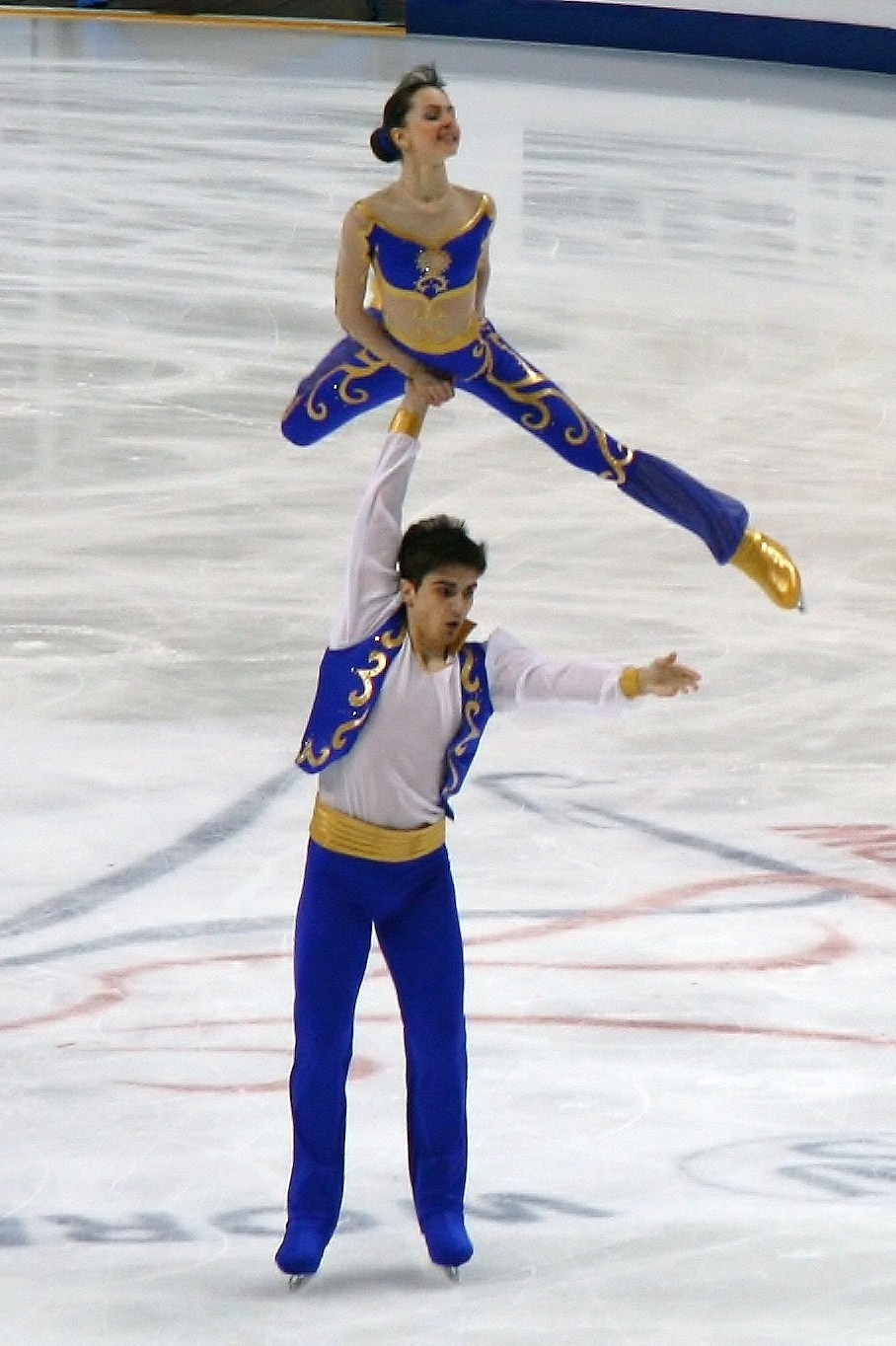
Zabijako en Sergei Kulbach (2011)

De in Tallinn geboren Zabijako heeft een Estse moeder en een tot 2014 stateloze vader. Haar grootouders zijn Russische staatsburgers en wonen in de havenstad Novorossiejsk.
Ze was vier jaar toen ze begon met kunstschaatsen. Op haar vijftiende stapte de soloschaatsster over naar het paarrijden, en werd ze gekoppeld aan Sergei Muhhin. Het duo debuteerde in 2009 op de Junior Grand Prix-wedstrijd in Wit-Rusland en werd zestiende op de WK junioren van 2010. Eind 2010 werd de Oekraïense Sergei Kulbach haar nieuwe partner. De twee werden dertiende op de EK van 2011 en zestiende op de WK. Na ruim een jaar beëindigden ze de samenwerking. In oktober 2012 ging Zabijako verder met Aleksandr Zabojev uit Rusland. Met het behalen, in september 2013, van de negende plaats bij de Nebelhorn Trophy-wedstrijd kwalificeerde het paar zich voor de Olympische Winterspelen in Sotsji. Estland weigerde echter het verzoek van Zabojev om hem versneld een Estisch paspoort te geven, waardoor de twee toch niet naar de Spelen mochten. Ze werden tiende bij de EK van 2014 en negentiende bij de WK. Kort erna maakte Zabijako een einde aan hun partnerschap: Zabojev zou onmogelijk zijn en de Estische schaatsbond zou het paar financieel in de steek hebben gelaten. De bond weersprak haar beweringen later.
Wel sterkten de gebeurtenissen Zabijako om haar geboorteland te verlaten. Ze werd vervolgens benaderd door kunstschaatscoach Nina Mozer, die haar voorstelde voortaan voor Rusland uit te komen. Hier ging Zabijako op in en in het seizoen 2014/15 trainde ze met Joeri Larionov. In december 2014 ontving ze haar Russische paspoort. Zabijako werd in de zomer van 2015 gekoppeld aan Aleksandr Enbert. Na een eerste seizoen met matige resultaten beleefden Zabijako en Enbert in 2016/17 hun doorbraak. Ze namen twee keer deel aan zowel de EK (5e in 2017, 3e in 2018) als de WK (12e in 2017, 4e in 2018). In 2018 namen ze onder de olympische vlag deel aan de Olympische Winterspelen in Pyeongchang. Hier werden ze zevende bij de paren en wonnen ze de zilveren medaille met het landenteam. Het paar beëindigde begin 2020 hun sportieve carrière.

## Persoonlijk
Zabijako verloofde zich in de herfst van 2018 met regisseur Danil Grinkin. In 2022 kreeg ze een relatie met tennisspeelster Darja Kasatkina.

## Persoonlijke records
Zabijako/Enbert
| records             | punten | datum      | toernooi |
| ------------------- | ------ | ---------- | -------- |
| Hoogste totaalscore | 212.88 | 15-02-2018 | OS       |
| Hoogste korte kür   | 074.38 | 21-03-2018 | WK       |
| Hoogste vrije kür   | 137.23 | 18-01-2018 | EK       |

## Belangrijke resultaten
2009/10 met Sergei Muhhin, 2010-2012 met Sergei Kulbach, 2012-2014 met Aleksandr Zabojev (voor Estland uitkomend)
2014/15 met Joeri Larionov, 2015-2019 met Aleksandr Enbert (voor Rusland uitkomend)
| Kampioenschap           | 09/10 |               | 10/11         | 11/12         |               | 13/14         |               | 14/15         |               | 15/16         | 16/17         | 17/18         | 18/19 |
| ----------------------- | ----- | ------------- | ------------- | ------------- | ------------- | ------------- | ------------- | ------------- | ------------- | ------------- | ------------- | ------------- | ----- |
| Olympische Spelen       |       |               |               | dnq.          |               |               |               | 7e · (team)   |               |               |               |               |       |
| Wereldkampioenschap     |       | 16e           |               | 19e           |               |               | 12e           | 4e            | Brons         |               |               |               |       |
| Europees kampioenschap  |       | 13e           | t.z.t.        | 10e           |               |               | 5e            | Brons         | t.z.t.        |               |               |               |       |
| Grand Prix-finale       |       |               |               |               |               |               | 4e            |               | 4e            |               |               |               |       |
| Nationaal kampioenschap |       | Goud          |               |               | 7e            | 5e            | Brons         | Brons         | Zilver        |               |               |               |       |
| WK junioren             | 16e   | geen deelname | geen deelname | geen deelname | geen deelname | geen deelname | geen deelname | geen deelname | geen deelname | geen deelname | geen deelname | geen deelname |       |
| NK junioren             | Goud  | geen deelname | geen deelname | geen deelname | geen deelname | geen deelname | geen deelname | geen deelname | geen deelname | geen deelname | geen deelname | geen deelname |       |

dnq. = niet gekwalificeerd
t.z.t. = trokken zich terug